# Brännvinsbord

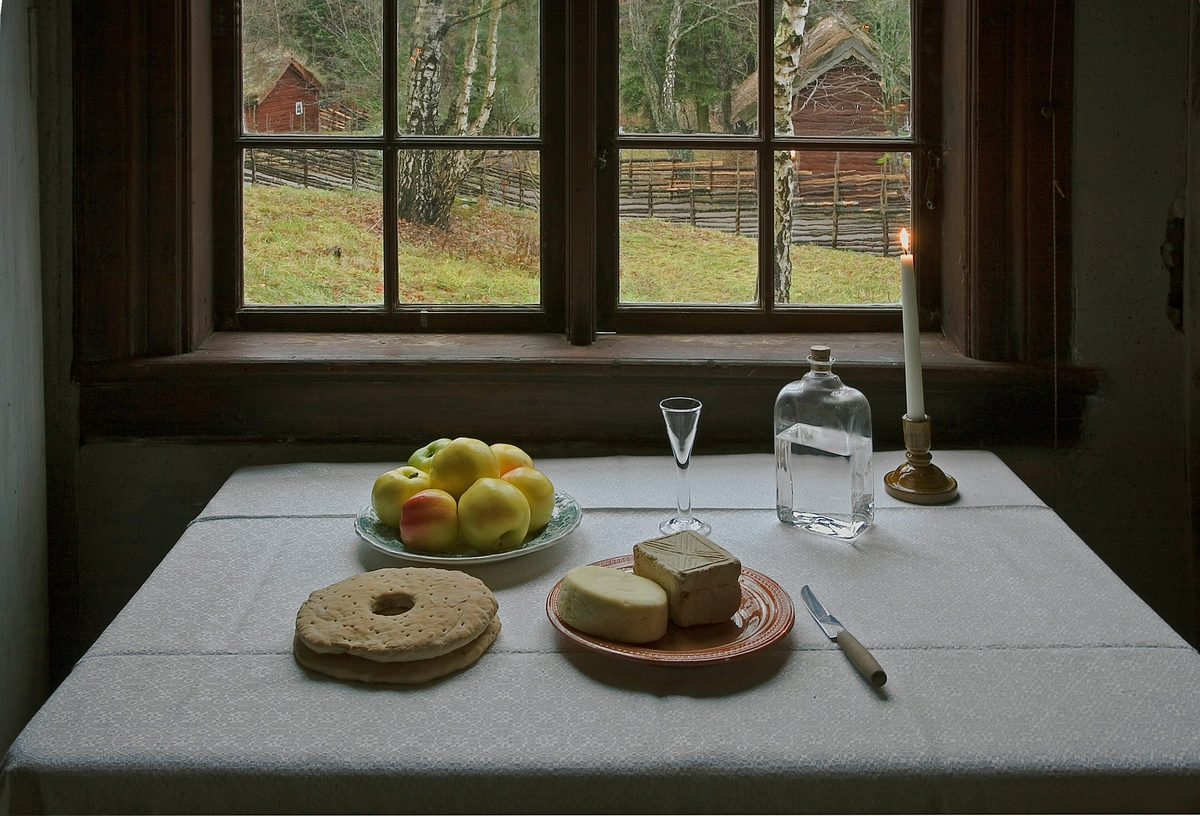
Ett dukat brännvinsbord i Skansenmiljö med äpplen, bröd, ost och brännvin.

Brännvinsbord var en äldre svensk förrättsmåltid bestående av fem delar: ett par olika sorters bröd, smör, en eller två sorters ost eller potkäs, fisk t.ex. rimmad eller gravad lax eller en sillinläggning, någon korv, rökt, spicket eller torkat kött, samt ett par-tre sorters kryddat brännvin som kummin-, malörts- och dillbrännvin. Brännvinsbordet skapades sannolikt på 1500-talet, eventuellt genom rysk influens även om det får anses tveksamt. Det hade sin storhetstid under 1700-talet och utvecklades under 1800-talets början till smörgåsbordet.

## Historia
Brännvinsbordet var en måltid att samlas kring före middagen och det hade samma uppsamlingsfunktion som en fördrink med tilltugg har i vår tid. Det ingick inte i den formella middagssittningen utan intogs vanligen i ett separat rum före middagens ordinarie förrätt serverades. Brännvinsbordet dukades upp på ett mindre sidobord som en slags buffé. Det förekom att män och kvinnor åt sitt brännvinsbord var för sig, ibland i separata rum, och kvinnorna bjöds inte sällan ett mer sötat brännvin eller likör till sitt brännvinsbord. Historiskt drack man även utländskt brännvin till brännvinsbordet till exempel franskt och skotskt brännvin (det vill säga konjak och whisky). Brännvinsbordet serverades ofta flera timmar innan en middagsbjudning började i väntan på att alla gäster skulle hinna komma fram med häst och vagn. Gästerna åt stående eller sittande med tallriken i knäet eller vid ett litet bord, under det att man konverserade, spelade kort och umgicks med den man ville. Inte sällan kunde brännvinsbordet ätas under fem-sex timmar och sedan intogs middagen på två korta timmar, och därefter åkte man hem eftersom middagar vanligen hade en i förväg bestämd slutpunkt när man hämtades med häst och vagn.
Brännvinsbordet tillhörde den borgerliga måltidskulturen och saknar motsvarighet hos allmogen. Det är en unik svensk matkulturell egenhet. Många resenärer från andra länder än Sverige berättar i brev och dagböcker under 1600–1800-talet om sitt möte med det svenska brännvinsbordet som de fann ovant och oftast vämjeligt. Brännvinsbordets sammansättning var olika över landet och det hade ofta ett mycket lokalt uttryck. Rätterna varierade efter årstiden, och efter vad man lagrat i visthusbodar och skafferier. Under 1800-talet franska kulturinflytande med hors d'œuvre, smårätter och fina pastejer och så vidare kändes brännvinsbordet gammalmodigt och glömdes bort som egen måltidsform. Istället kom dess smaker att överleva som inledning på det då nya smörgåsbordet.
Brännvinsbordets smaker och funktion som måltidsinledning återfinns alltjämt i den svenska matkulturen men nu i nya former, till exempel som sill- och snapsinledningen på ett smörgåsbord eller julbord, som S.O.S. (smör, ost, sill), gubbröra, sillmacka eller matjessilltårta.
Ett bra exempel på brännvinsbord finns sedan 1955 utställt i Stockholm i Nordiska museets permanenta utställning Dukade bord.